# Mathew Cheriankunnel
Mathew Cheriankunnel, PIME (Kadayanicad, 23 de setembro de 1930 – Eluru, 30 de março de 2022) foi um bispo católico Indiano, emérito de Kurnool desde 1991.

## Biografia
Nascido em Kadayanicad, no estado de Querala, em 23 de setembro de 1930, foi ordenado padre a 28 de abril de 1962, na Diocese de Vijayawada. Entrou no Pontifício Instituto para as Missões Estrangeiras em 1969 e fez seus votos solenes no ano seguinte.
Foi nomeado pelo Papa Paulo VI como bispo de Nalguda em 31 de maio de 1976. Em 3 de maio de 1977, foi consagrado primeiro bispo de Nalgonda, em Vijayawada, pelas mãos de Duraisamy Simon Lourdusamy, arcebispo emérito de Bangalore; os principais co-consagradores foram Joseph S. Thumma, Bispo de Vijayawada, e Alfonso Beretta, PIME, Bispo de Warangal.
Em seu governo em Nalguda, fundou o "Suvartha Nilayam (Centro Pastoral)", um centro para preparar o clero e formar catequistas; convidou várias congregações religiosas masculinas e femininas para colaborarem na concretização da sua visão para a diocese. Para encorajar e aumentar as vocações, fundou o Seminário Menor dos Santos João e Paulo em Suryapet. Fazia visitas regulares às paróquias e para enfrentar o analfabetismo, estabeleceu uma série de escolas e albergues para crianças católicas. Fundou a Sociedade de Serviço Social da Diocese de Nalgonda para ajudar no desenvolvimento do povo. Convidou os religiosos de Montfort para abrir um lar para idosos e necessitados em 1979 em Suryapet e em 1981 convidou Madre Teresa para abrir um lar para idosos e moribundos em Nalgonda.
Cheriankunnel foi nomeado pelo Papa João Paulo II como bispo-coadjutor de Kurnool a partir de 22 de dezembro de 1986, sucedendo à diocese em 18 de janeiro de 1988.
Afastou-se do governo da diocese em 16 de julho de 1991 por motivos de saúde e a partir daí exerceu seu ministério na casa do PIME de Eluru.
Mons. Mathew Cheriankunnel faleceu em 30 de março de 2022, na casa do PIME em Eluru. Foi sepultado no cemitério de Gunadala.